# Близнюк Володимир Володимирович
Володи́мир Володи́мирович Близню́к (нар. 28 серпня 1988 — пом. 6 вересня 2014) — старший солдат 13-го батальйону територіальної оборони «Чернігів-1» Збройних сил України, учасник російсько-української війни.

## Життєвий шлях
Народився 1988 року в місті Чернігів. Закінчив Чернігівський колегіум № 11, музичну школу № 2 імені Є. В. Богословського (класи гітари та баяна), строкову службу проходив у Внутрішніх військах (5-та окрема бригада). Працював бригадиром у приватній фірмі і вчився заочно у Чернігівській філії Московського державного відкритого університету — Українсько-Російського інституту, незабаром мав отримати диплом, мріяв зробити юридичну кар'єру.
Був учасником Революції Гідності.
Після окупації Криму пішов добровольцем захищати Україну, до військкомату пішов з батьком-підполковником у відставці — Володимира Олександровича не взяли за віком.
У лавах батальйону перебував з кінця квітня; помічник гранатометника 13-го батальйону територіальної оборони «Чернігів-1».
Загинув під час дії «режиму припинення вогню», в смт Станиця Луганська — бійці були на бойовому чергуванні, коли в підвіконня будинку, де вони перебували, влучила міна. Володимира вбило осколками. Похований на чернігівському міському кладовищі Яцево 9 вересня 2014 року.
Без сина лишились батьки Олена Володимирівна та Володимир Олександрович.

## Нагороди та вшанування
За особисту мужність і героїзм, виявлені у захисті державного суверенітету та територіальної цілісності України, вірність військовій присязі під час російсько-української війни, відзначений — нагороджений
- 21 березня 2016 року — орденом «За мужність» III ступеня (посмертно)[1]
- 2 жовтня 2017 року в ЗОШ, яку закінчив Володимир, встановлено меморіальну дошку його честі
- Рішенням Чернігівської міської ради Володимиру присвоєно почесне звання «Захисник України — Герой Чернігова» (посмертно)[2]

Могила Володимира Близнюка.

- Його портрет розміщений на меморіалі «Стіна пам'яті полеглих за Україну» в Києві: секція 4, ряд 3, місце 20
- Вшановується в меморіальному комплексі «Зала пам'яті», в щоденному ранковому церемоніалі 6 вересня[3]